# Stefan Knapik (komunista)
Stefan Knapik (ur. 10 sierpnia 1909 w Czeladzi, zm. 22 października 1942 w Auschwitz-Birkenau) – polski działacz komunistyczny.

## Życiorys
Syn Baltazara i Joanny ze Sławińskich. Ukończył szkołę powszechną, następnie był górnikiem. Od 1924 członek Związku Młodzieży Komunistycznej (ZMK, od 1930 KZMP), a następnie KPP. W 1931-1932 szkolony w szkole Kominternu w Moskwie. Agitator w pułkach w Katowicach i Będzinie. Kolportował odezwy KPP i wywieszał czerwone sztandary. Kilkakrotnie aresztowany i więziony za działalność komunistyczną, m.in. w 1937 na rok osadzony w obozie w Berezie Kartuskiej, zwolniony z powodu choroby.
W czasie okupacji członek komunistycznej grupy w Czeladzi, która potem weszła w skład Stowarzyszenia Przyjaciół ZSRR, a później działacz PPR. Członek Komitetu Dzielnicowego (KD) PPR. W sierpniu 1942 został aresztowany przez gestapo i osadzony najpierw w obozie przejściowym w Mysłowicach, następnie w obozie zagłady Auschwitz-Birkenau, gdzie został zamordowany. Pozostawił żonę i syna.